# Cribrohammus fragosus
Cribrohammus fragosus là một loài bọ cánh cứng trong họ Cerambycidae.